# Schnackenburg
Schnackenburg är en stad i Landkreis Lüchow-Dannenberg i förbundslandet Niedersachsen i Tyskland, belägen vid Elbes södra strand.
Staden är den östligast belägna kommunen i Niedersachsen och ingår i kommunalförbundet Samtgemeinde Gartow tillsammans med ytterligare fyra kommuner. Under Tysklands delning fanns här en gränsövergång för flodtrafiken. Sedan återföreningen 1990 bedrivs åter färjetrafik över Elbe till byn Lütkenwisch i Brandenburg på flodens norra sida.